# Bachelor of Business Administration

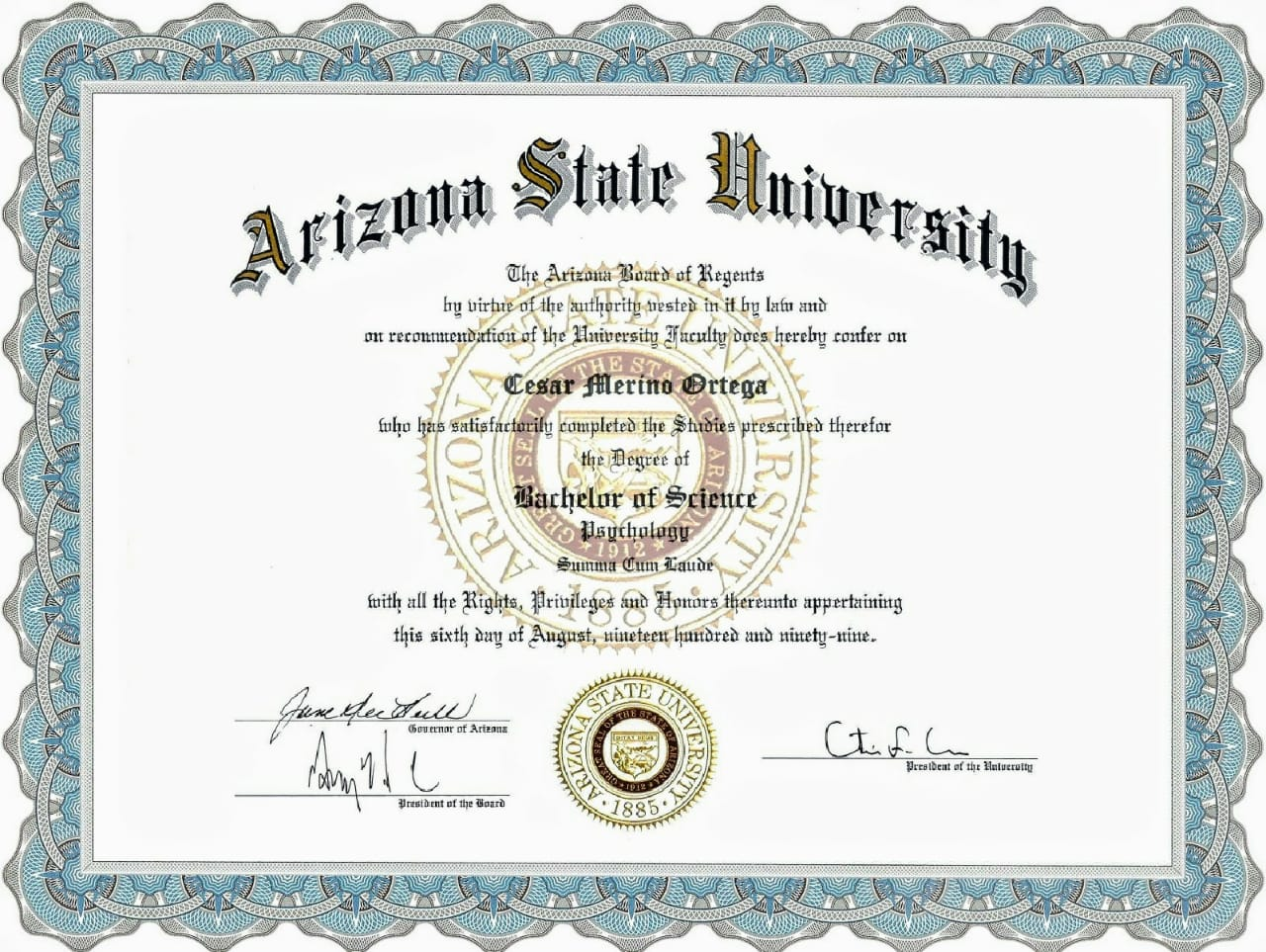
Bachelor

Bachelor of Business Administration (ve zkratce BBA, či B.B.A.) je titul bakalářského stupně (bachelor's degree) typický pro anglosaský svět. Jedná se o vzdělání EQF 6 v obchodní administrativě; někdy se uvedené překládá do češtiny jako bakalář managementu. Jde o titul bakalářské úrovně v obchodu (commerce) a obchodní administrativě (business administration), a to typicky ve Spojených státech amerických, kde trvá tento vysokoškolský bakalářský program obvykle čtyři roky, v Evropě je tento stupeň vzdělání obvykle dosahován po třech letech bakalářského studia. Jedná se zpravidla o prezenční studium (full-time study) v jedné či více oblastí s podnikatelskou koncentrací. BBA program většinou zahrnuje kurzy podnikání a další pokročilé specifické kurzy.
Navazujícím magisterským programem (resp. vzděláním či titulem) ze stejného oboru může být typicky program Master of Business Administration (ve zkratce MBA), rovněž existuje též doktorský program v tomto oboru – Doctor of Business Administration (ve zkratce DBA). BBA/MBA/DBA by se tedy daly svou strukturou přirovnat třeba i k českému bakaláři (Bc.), magistrovi (Mgr.), či doktorovi (Ph.D.), ve výše uvedeném (standardní třístupňová struktura, blíže: ISCED).
V různých částech světa se dnes užívá různý zápis a pravopis zkratek titulu, např. ve Spojených státech amerických se tyto zkratky píší především s tečkami, zatímco ve Spojeném království, Kanadě, Austrálii či na Novém Zélandu se často zkracuje bez teček, v jiných částech světa (např. Afrika) se zvyklosti mohou opět různit. Na školách ve světě nebo na zahraničních vysokých školách v Česku, či na jejich pobočkách, může být možné tento titul také získat a příp. jej v Česku i uznat (tzv. nostrifikace). Pokud se zkratky těchto titulů užívají, píší se za jménem odděleny čárkou. Tituly této kvalifikace – bakalářské (i magisterské), se však ve světě běžně neužívají, resp. nepíší, běžně tak bývají užívány až tituly vyšší – doktorské (akademicko-vědecké, tj. typicky Ph.D., DSc atp.).

## Historie
Bachelor of Business Administration (BBA) se začal udělovat na amerických univerzitách v polovině 20. století jako odpověď na rostoucí potřebu formálního vzdělání v obchodní administrativě. První z programů BBA byly zavedeny na velkých amerických univerzitách, jako je University of Michigan a University of Pennsylvania’s Wharton School, které byly také mezi prvními, kdo nabídly titul MBA. 

## Struktura studia
Tento stupeň vzdělání, resp. program, je navržen tak, aby dával úspěšnému absolventovi široké znalosti aspektů o fungování společností (obchodních korporací) a jejich propojení a zároveň umožňuje též specializaci v určité oblasti. B.B.A. programy obvykle poskytují studentům různé „základní předměty“ (core subjects) a obecně též umožňují v průběhu studia se specializovat na určitou specifickou oblast.
Tato kvalifikace také rozvíjí praktické schopnosti studujícího – jeho manažerské a komunikační schopnosti a schopnosti rozhodování (exekutivní činnosti). Mnoho BBA programů začleňuje školení a praktické zkušenosti ve formě případových projektů, prezentací, stáží, návštěv firem a interakce s odborníky z průmyslu.
Obecné vzdělávací požadavky zdůrazňují humanitní vědy a společenské vědy (historie, ekonomie, literatura); matematika je pak obecně orientována na obchod, resp. business (podnikání), a je často omezována pro potřeby businessu – na statistiku atd.

### BSBA
Existuje také například Bachelor of Science in Business Administration (BSBA, B.S.B.A.), což je určitá varianta BBA, orientovaná kvantitativně. Zde jsou pak obecné vzdělávací požadavky poměrně náročné na matematiku; matematika je zde intenzivnější. Obecně zde pak zaměření může být též více analyticky orientováno, což umožňuje pak také další volitelný seminář.

## Akreditace
Především ve Spojených státech mohou být tyto undergraduate BBA programy akreditovány, což značí, že vzdělávání na uváděné škole by mělo splňovat určité specifické standardy kvality vzdělávání.
Mezinárodní akreditace, např. americká AACSB, britská AMBA, ASIC a bruselská EFMD, která uděluje akreditaci European Quality Improvement System (EQUIS), mohou být jedním z ukazatelů kvality programů BBA (resp. MBA) a škol.
Neexistuje žádná zastřešující akreditační asociace, protože každý stát světa (obdobně jako Česko), při event. nostrifikaci posuzuje konkrétní zahraniční studium BBA (resp. MBA). 

## Česko
V Česku vysoké školy poskytují akreditované studijní programy (tedy bakalářské, magisterské a doktorské programy) a programy celoživotního vzdělávání (CŽV). Dle zákona též existuje vzdělávání v mezinárodně uznávaném kursu, přičemž podrobnosti o tomto udává zmíněný zákon. Úspěšní absolventi příslušného kurzu případně tedy obdrží příslušné osvědčení (obdobně jako diplom/certifikát) o tomto absolvovaném vzdělání.

### Akreditace v Česku
Studium BBA (či MBA) není zahrnuto do systému českého vysokoškolského studia a kvalifikaci (titul) BBA získaný na některé vzdělávací instituci (firmě) v ČR principiálně není možné uznat (tzv. nostrifikovat). Výjimkou nicméně může být právě prezenční studium BBA na vysoké škole v zahraničí (resp. zahraniční vysoké škole v Česku), standardně tedy 3-4leté, kdy se posuzuje, zda takovéto studium odpovídá studiu potřebnému k získání obdobné kvalifikace v Česku (bakalář v příslušné oblasti). Aktuální podrobnosti k tomuto uvádí Ministerstvo školství, mládeže a tělovýchovy České republiky, event. vysokoškolský zákon.

### Kurs versus bakalářské studium
V Česku v současné době je možno absolvovat BBA (resp. MBA) na některých institucích (resp. soukromých firmách). Průměrná výše poplatků za absolvování MBA v ČR se pohybuje přibližně mezi 40 000 až 200 000 Kč za akademický rok. V ČR se výuka provádí nejčastěji v jazyce českém, popř. v jeho kombinaci s angličtinou, nebo španělštinou, méně často výhradně v angličtině. Nejběžnější formou absolvování BBA (popř. MBA) v Česku bývá vzdělávání při zaměstnání (v průměru 2 roky). Při denní formě bývá zpravidla o půl až 1 rok kratší. Kurs bývá zpravidla ukončen závěrečnou ústní zkouškou spolu s obhajobou závěrečné práce.
BBA uděluje akademická instituce (kupř. univerzita) ve své zemi dle příslušných zákonů této země. Existují také zahraniční instituce v Česku. Z formálního hlediska je tedy třeba rozlišovat, jestli se má jednat o BBA kurs, blíže kupř. též: vzdělávání v mezinárodně uznávaném kursu, nebo jestli se má jednat o bakalářské (BBA) vysokoškolské studium (obvykle 3-4leté studium), které případně může být i uznáno (tzv. nostrifikováno), tedy formálně uznáno jako bakalářské vysokoškolské vzdělání i v Česku (tedy jako bakalářský titul).
V prvním případě (kurs) se udělováním takovýchto titulů (kurs) nejedná o řádné vysokoškolské vzdělání, ale o jistý druh profesní nástavby – kurzu pro účastníka; tyto bývají oblíbeným způsobem zvyšování si vlastní kvalifikace (manažerské schopnosti atd.), event. též angličtiny. Nicméně tyto profesní tituly, resp. tedy kurzy, nepodléhají žádné akreditaci, nebo kontrole ze strany státního dozoru, a proto kvalita poskytovaného vzdělání může být zpochybněna. Toto umožňuje však dále absolvovat některý z dalších MBA těm uchazečům, kteří nesplňují formální podmínku ukončeného vysokoškolského vzdělání, nebo nemohou doložit dostatečnou praxi v řídící (manažerské) pozici. Zvyšování si vlastní kvalifikace prostřednictvím BBA programů/kurzů bývá oblíbené, a to především s přihlédnutím k náplni celého BBA kurzu (resp. tedy BBA studia) či užitečnosti pro konkrétního uchazeče.